# Hermann Lehmann (Biochemiker)
Hermann Lehmann (* 8. Juli 1910 in Halle (Saale); † 13. Juli 1985 in Cambridge) war ein deutschstämmiger britischer Biochemiker.

## Leben und Wirken
Hermann Lehmann wurde als Sohn jüdischer Eltern geboren. Nach dem Schulbesuch in Halle und von 1923 bis 1928 an der Kreuzschule in Dresden begann er ein Medizinstudium an der Universität Freiburg, das er in Frankfurt am Main, Berlin und Heidelberg fortsetzte. Aufgrund der zunehmenden Diskriminierung von Juden an deutschen Universitäten Anfang der 1930er Jahre schloss er 1934 sein Studium in Basel mit einer Dissertation über die Salzsäureproduktion im Säuglingsmagen nach Histaminreiz ab, die er bei Ernst Moro in Heidelberg angefertigt hatte. Da er in der Schweiz als Arzt nicht praktizieren durfte, ging er zurück nach Heidelberg, wo er bei Otto Meyerhof am Kaiser-Wilhelm-Institut für medizinische Forschung als unbezahlter Assistent arbeitete.
Auf Vermittlung von Meyerhof weilte er 1935 zu einem kurzen Gastaufenthalt bei Frederick Gowland Hopkins in Cambridge, wo er über den Stoffwechsel in Muskeln forschte. Im April 1936 emigrierte er auf Drängen von Joseph Needham und dessen Ehefrau nach Großbritannien und ließ sich in Cambridge nieder. 1938 erwarb er den Ph.D. mit der Arbeit Aspects of carbohydrate metabolism in the absence of molecular oxygen. Nach Ausbruch des Zweiten Weltkrieges und dem Beginn des Westfeldzugs wurde er im Mai 1940 in Huyton bei Liverpool interniert, wurde aber bereits im Oktober auf Intervention von F. G. Hopkins freigelassen. Durch Fürsprache von Sir Charles Sherrington erhielt er eine Anstellung im medizinischen Dienst; zunächst war an einem Krankenhaus in Essex tätig, wo er seine Forschungen zum Energiestoffwechsel fortsetzen konnte. 1943 wechselte er dann mit einem militärischen Rang zum Royal Army Medical Corps (RAMC) in Indien, wo er in der Folgezeit vermehrt zur Hämatologie und speziell über Anämie forschte. Ende 1946 verließ er das RAMC, er war inzwischen britischer Staatsbürger, und ging für drei Jahre als Colonial Medical Research Fellow an ein College in Uganda. Dort arbeitete er bis 1949 speziell zu anomalen Hämoglobinen und zur Sichelzellenanämie und dem Einfluss der ethnischen Herkunft auf Hämoglobinopathien.
Nach der Rückkehr nach England erhielt Lehmann eine Anstellung als klinischer Pathologe an einem Krankenhaus in der Grafschaft Kent. 1951 wechselte er an das St Bartholomew’s Hospital und wurde Dozent für chemische Pathologie. An diesem Lehrkrankenhaus konnte er seine biochemischen Forschungen auf dem Gebiet der Hämatologie in einem eigenen Labor fortsetzen. 1954 weilte er mit einem Stipendium der Rockefeller-Stiftung in den USA. 1963 ging er als University Biochemist an das Addenbrooke’s Hospital in Cambridge. In der MRC Abnormal Haemoglobin Unit, das Referenzlabor der Weltgesundheitsorganisation (WHO) war, widmete er sich der Frage des Nachweises und der Identifizierung genetischer Varianten des menschlichen Hämoglobins. 1963 erhielt er einen Lehrstuhl für klinische Biochemie. Seit 1964 ist er Ehrenmitglied der Deutschen Gesellschaft für Hämatologie und Medizinische Onkologie 1974 wurde er Leiter des neu gegründeten Department of Clinical Biochemistry der University of Cambridge. Bei der Aufklärung der Beziehung der molekularen Struktur des Hämoglobins und seiner normalen oder anomalen Funktion arbeitete Lehmann eng mit Max Perutz, der ebenfalls an dieser Universität wirkte, zusammen. 1977 wurde er emeritiert.
Lehmann erhielt zahlreiche Auszeichnungen und Ehrungen. 1972 wurde er Fellow der Royal Society. Außerdem war er Fellow der Royal Society of Chemistry und weiterer wissenschaftlicher Gesellschaften. 1981 wurde er zum Mitglied der Leopoldina gewählt. Seit 1982 war er korrespondierendes Mitglied der Bayerischen Akademie der Wissenschaften. 1980 wurde er Commander des Order of the British Empire. Er war Ehrendoktor der Universität Frankfurt am Main.